# Wassermühle Neugattersleben

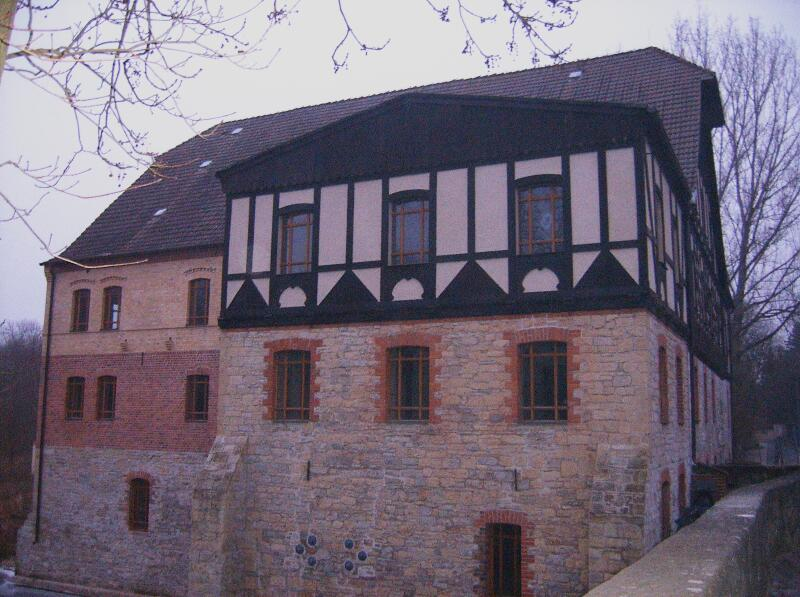
Wassermühle Neugattersleben

Die Wassermühle Neugattersleben ist ein Kulturdenkmal in Neugattersleben, Sachsen-Anhalt. Sie gehört zum historischen Ensemble um das Schloss Neugattersleben.

## Geschichte
Der Bau der Wassermühle an der Bode wurde 1589 von Ludolf von Alvensleben in Auftrag gegeben. Die Mühle war mit sechs Mahlgängen und mit ursprünglich zwei, später drei Wasserrädern ausgestattet. Sie diente als Getreidemühle, zeitweise auch als Ölmühle.
1864 errichtete Werner-Alvo von Alvensleben auf dem Mühlengrundstück für den Mühlenpächter Franz Conrad ein neues Wohnhaus. Dieser und der nachfolgende Pächter, sein Sohn, haben die Mühle durch Restaurierung und Modernisierung auf dem neuesten Stand gehalten.
So erfolgte 1896 der Anbau eines Turbinenhauses, ausgerüstet mit einer Doppelkranzturbine. Diese Wasserturbine wurde 1922 durch eine moderne Francis-Turbine ersetzt, die für das Gut und das Schloss Neugattersleben, teilweise auch zur Einspeisung in das Ortsnetz maximal 75 kW Gleichstrom erzeugte.
Anfang der 1930er Jahre fand der Anschluss des Ortes an das Wechselstrom-Überlandnetz statt, so dass die Wasserkraftanlage überflüssig wurde. Der Mühlenbau wurde bis in die Mitte der 1960er Jahre anderweitig genutzt, zuletzt noch als Futtermittellager der örtlichen LPG. Nach der Stilllegung der Mühle verfiel das bis dahin intakte Stauwehrsystem, der Mühlgraben und der Betriebsgraben. Zahlreiche Gewässer im Schloss- und Auenlandschaftspark wurden nun zur landwirtschaftlichen Bewässerung genutzt.
Heute ist die Mühle ein technisches Denkmal, seit etwa dem Jahr 2000 gibt es Bemühungen, die verfallene Mühle als Museum zu restaurieren; das Wohnhaus wurde seit 1990/91 für einige Jahre als Kindergarten genutzt.

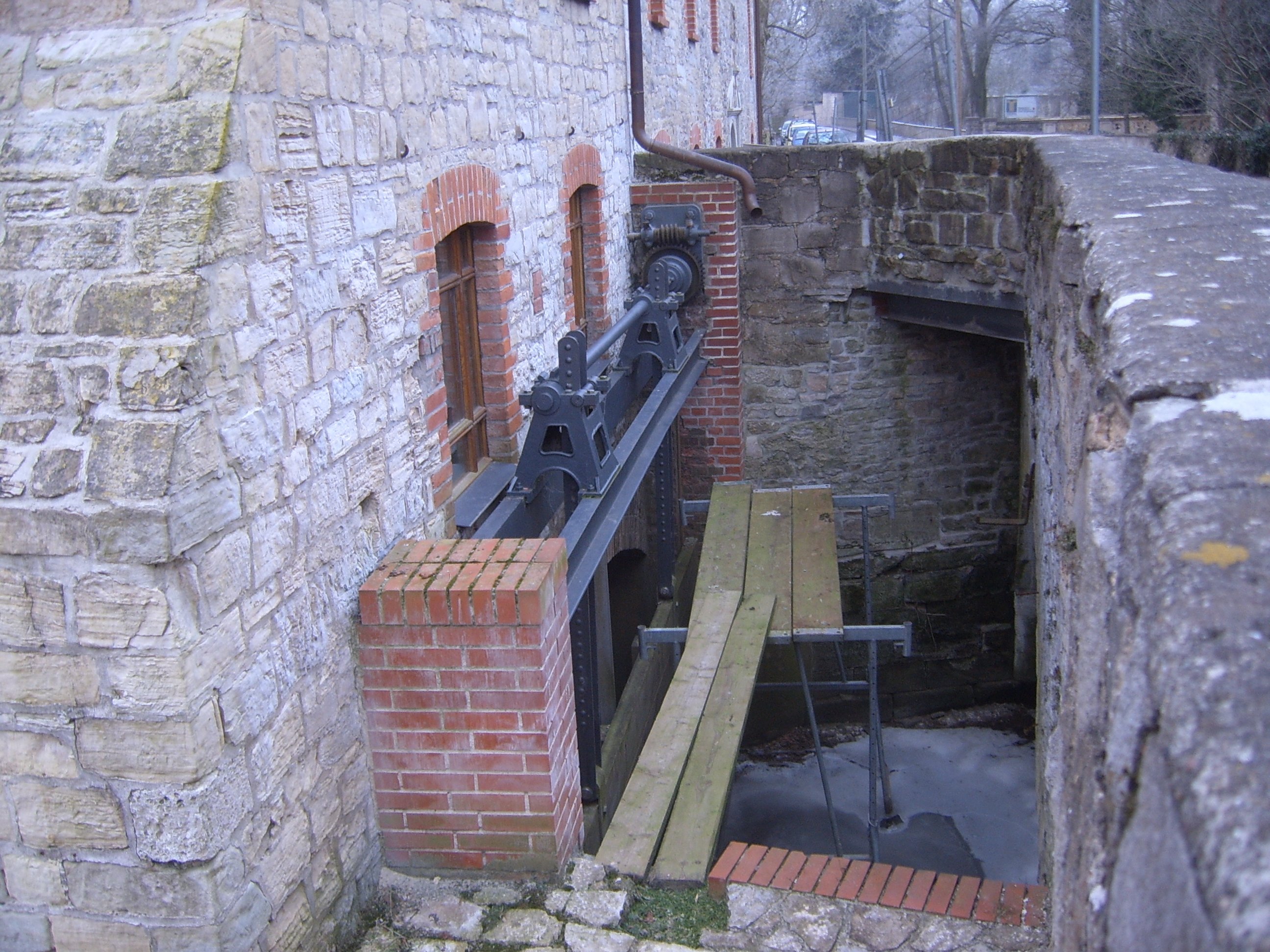
Wasserführung
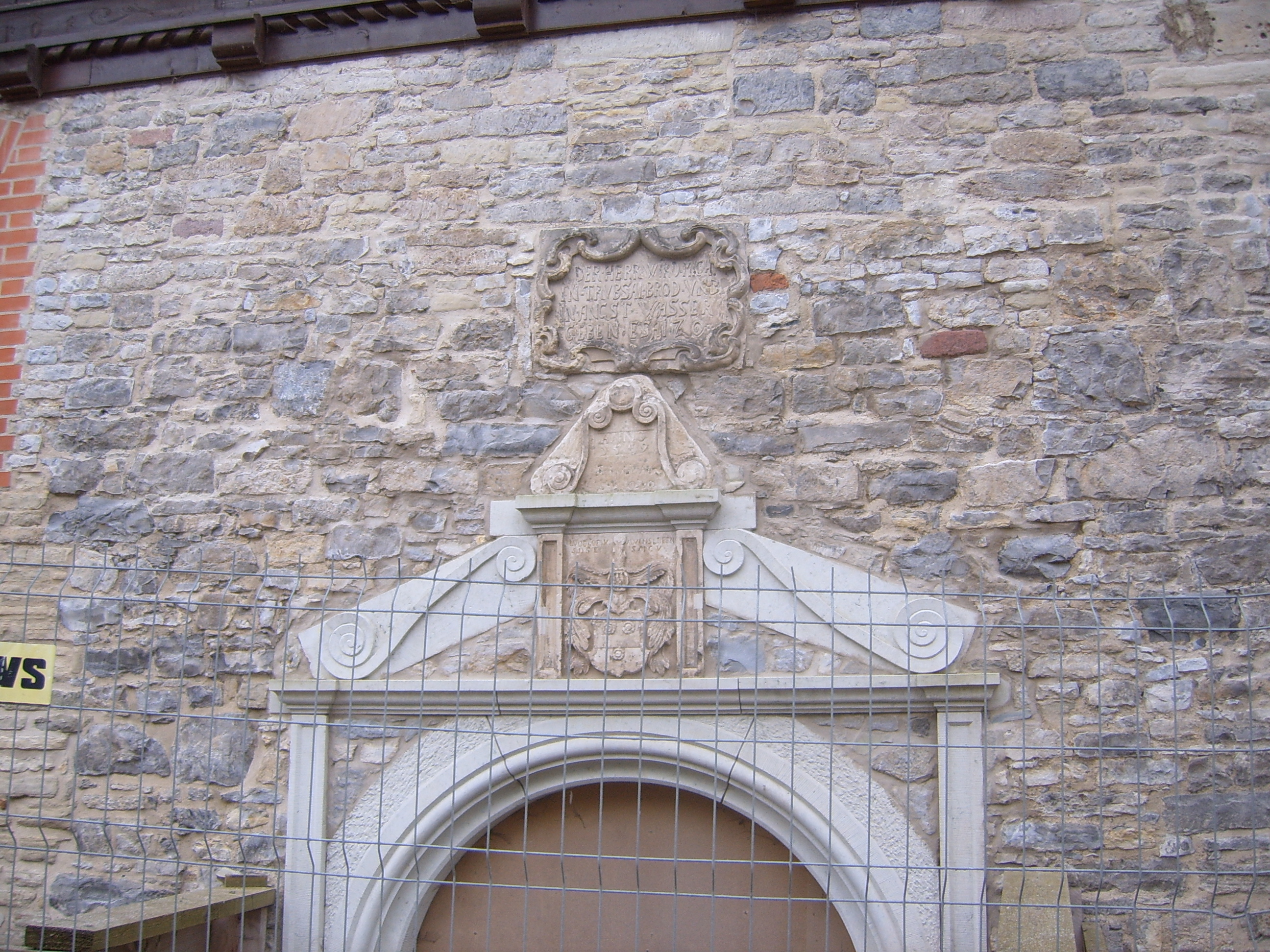
Eingang an der Straße
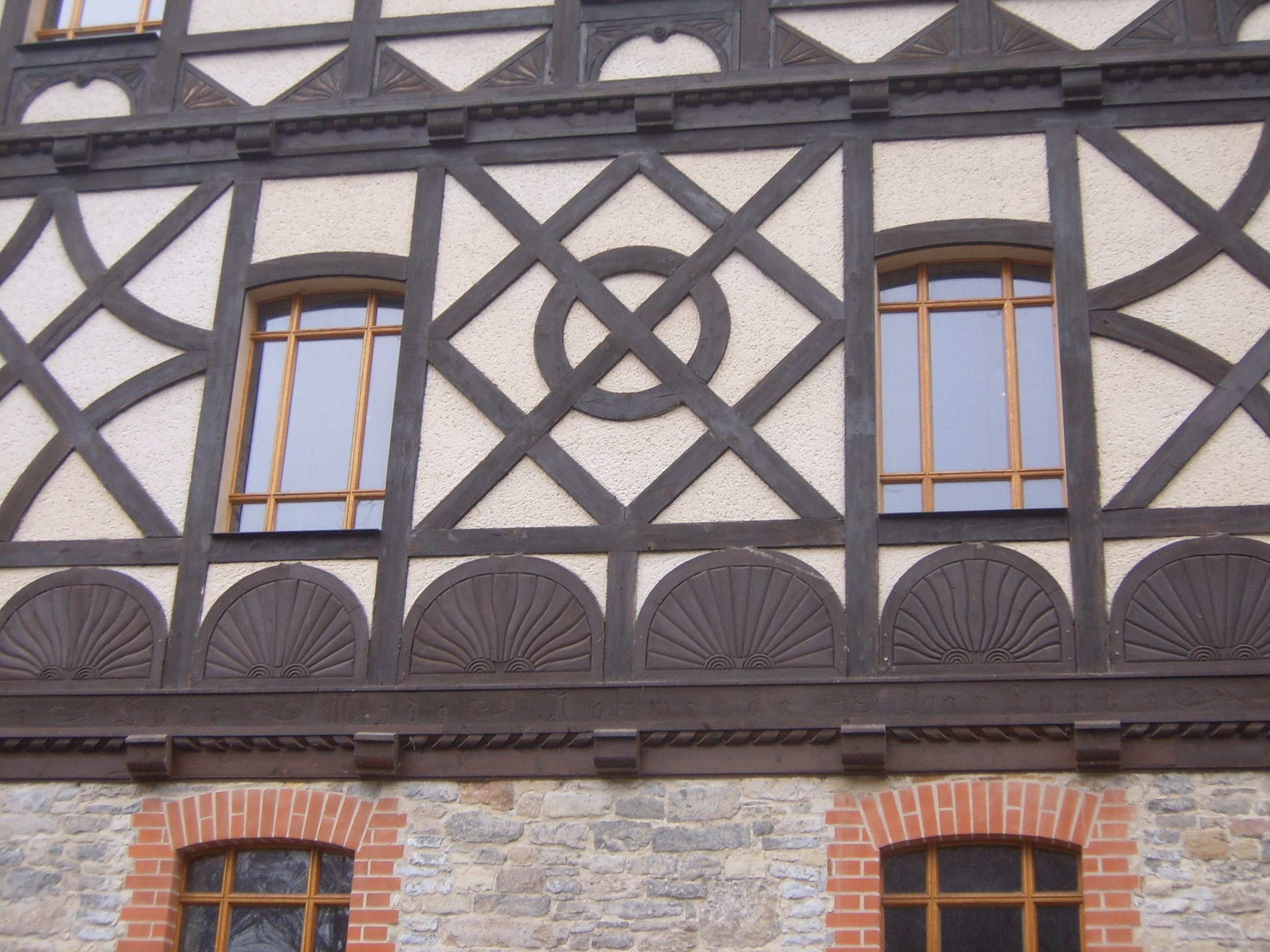
Fachwerkdetails
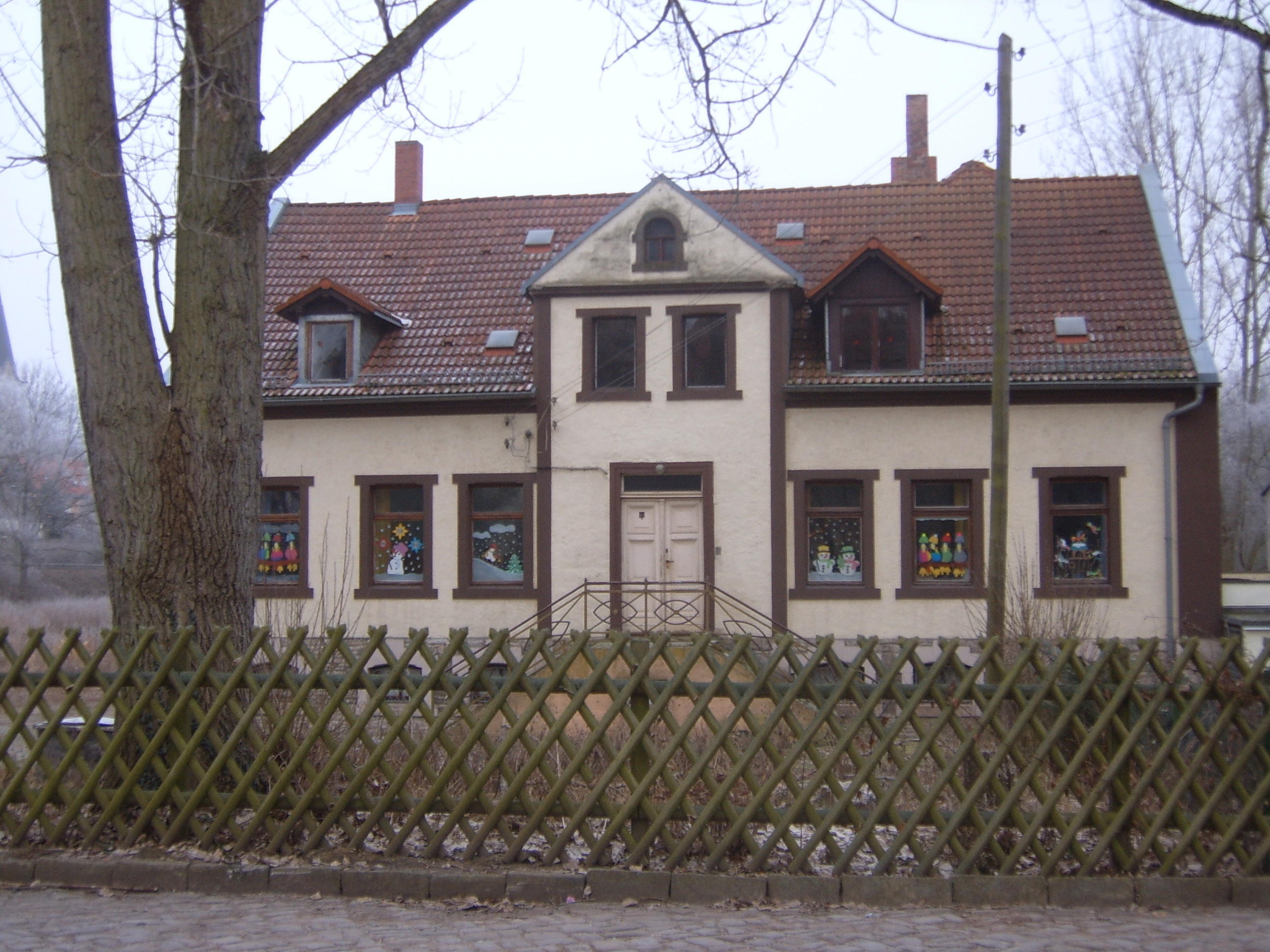
Kindergarten im Wohnhaus